# Podcàsting

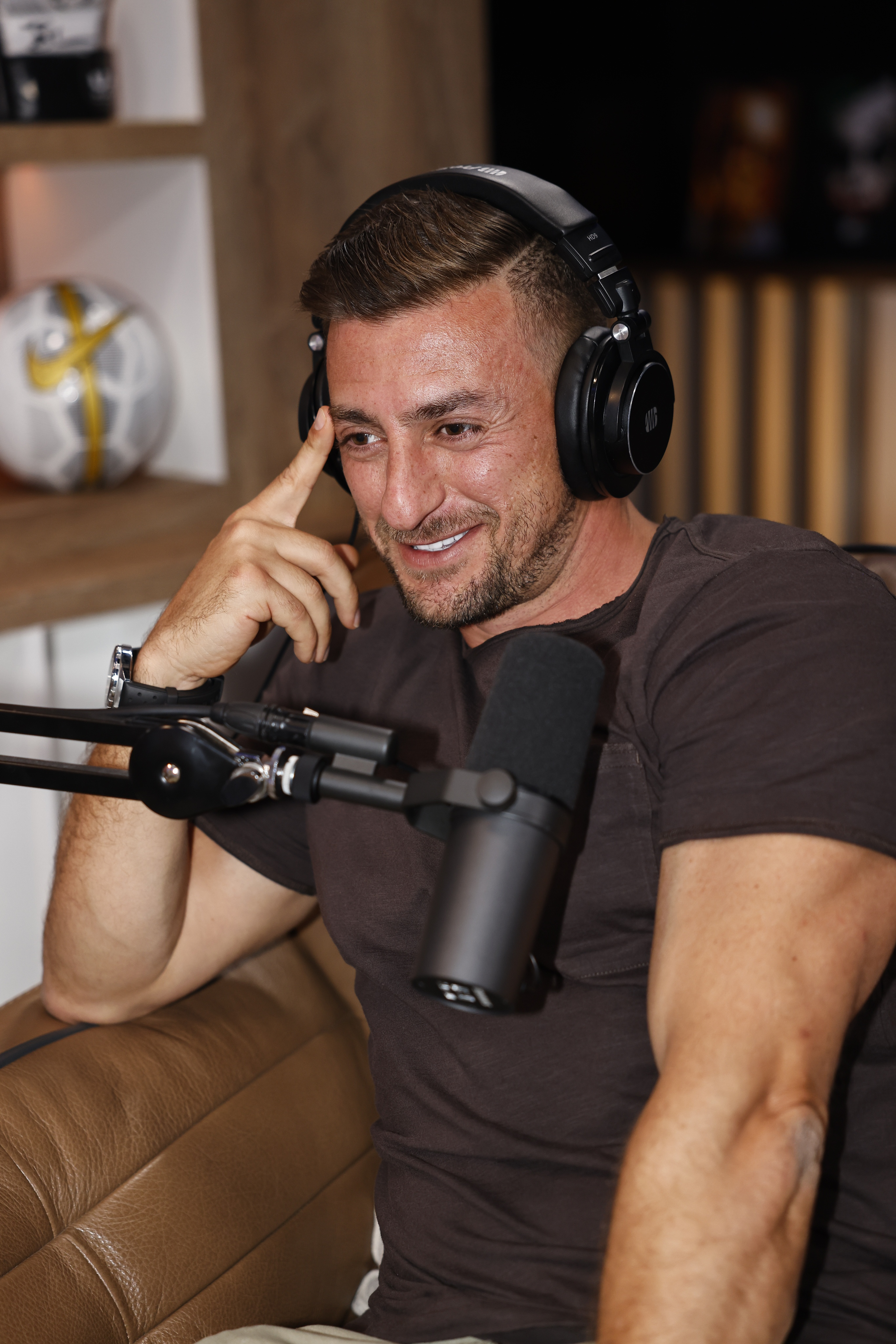
Ahmad Jaber durant la gravació d'un episodi del pòdcast en anglès Jibber with Jaber.

El podcàsting és un sistema de distribució d'arxius multimèdia (àudio o vídeo) mitjançant un sistema de distribució per subscripció amb sistemes de sindicació (RSS o Athom). A diferència dels sistemes 'a la carta' que consisteix en l'enregistrament, edició i posterior publicació, per internet i de forma periòdica, de fitxers d'àudio o vídeo. La fase d'edició no sempre es dona, ja siga perquè la publicació es faci en temps real o per altres motius. Als fitxers de so o de vídeo destinat a la difusió per podcàsting, se'ls anomena pòdcast. Aquests fitxers queden disponibles per a la seua descàrrega per part dels usuaris, els quals els consumeixen des d'aplicacions, anomenades agregadors de pòdcast, instal·lades a múltiples dispositius connectats a la xarxa, ja siga un reproductor portàtil (com per exemple un iPod), un telèfon, una televisió intel·ligent o, fins i tot, un ordinador.
El terme podcàsting deriva de les expressions anglosaxones 'Play-On-Demand' (POD), que vol dir 'reproducció a demanda' i 'broadcasting', que vol dir radiodifusió i webcasting.
Sovint, la difusió dels fitxers es fa per RSS, tecnologia que permet la subscripció a diferents continguts mitjançant agregadors, amb la finalitat de rebre a l'instant les noves publicacions de llocs que la utilitzen.
El podcàsting generalment s'utilitza amb arxius d'àudio si bé aquesta tecnologia es pot utilitzar per a qualsevol classe d'arxiu, incloent-hi actualitzacions de programari, imatges i vídeos.
Des del seu naixement, el podcàsting està evolucionant com la convergència de diferents tecnologies, com ara els blogs i la ràdio per Internet. Amb l'arribada dels telèfons intel·ligents, l'ús del podcàsting va en augment. Existeixen plataformes especialitzades en crear o allotjar pòdcasts, com ara iVoox o Spreaker i moltes emissores de ràdio tradicional estan publicant els seus programes en plataformes de podcàsting o estan creant les seues pròpies plataformes. També estan proliferant els agregadors de pòdcast (també anomenats en anglès o castellà, podcatcher), aplicacions informàtiques que permeten la subscripció a diferents canals de pòdcast i gestionen la recepció i l'escolta.
La primera distribució per internet de fitxers d'àudio en format de pòdcast en català fou l'apartat de 'Audioticies' del directori d'internet El Xarxoscopi, que seria referenciat pel CSIC al seu document 'La información especializada en Internet' de l'any 2001. Que permetia la descàrrega dels fitxers d'àudio en format .AU de les notícies que s'hi anaven publicant de forma periòdica.

## Origen del terme
El tema podcàsting apareix com l'acrònim de les paraules pod (d'iPod) i broadcast. Va ser usat per primera vegada per Ben Hammersley a The Guardian el 12 de febrer de 2004 per descriure la possibilitat d'escoltar àudio en reproductors portàtils. Malgrat l'etimologia, el contingut es pot accedir des de qualsevol ordinador amb capacitats multimèdia i no només els reproductors portàtils. Tot i la relació, l'ús del terme "pòdcast" és anterior al suport oficial d'aquests dispositius per a reproduir pòdcasts.

## Història
Adam Curry, en col·laboració amb Dave Winer, coautor de l'especificació de RSS, acredita la idea d'automatitzar el lliurament i la sincronització del contingut textual als reproductors d'àudio portàtils.
El podcasting, una mena de mètode fosc per difondre informació, s'ha convertit en un mitjà reconegut per distribuir contingut d'àudio, ja siga per a ús corporatiu o personal. Els podcasts són similars als programes de ràdio, però són fitxers d'àudio. Els oients poden reproduir-los a la seva conveniència, utilitzant dispositius que s'han convertit en més comuns que els receptors de transmissió portàtils.
La primera aplicació per fer viable aquest procés va ser l'iPodderX, desenvolupat per August Trometer i Ray Slakinski. El 2007, els podcasts d'àudio estaven fent allò històricament realitzat a través d'emissores de ràdio, que havia estat la font de programes de ràdio i programes de notícies des de la dècada de 1930. Aquest canvi es va produir a conseqüència de l'evolució de les capacitats d'Internet, juntament amb l'augment de l'accés del consumidor a maquinari i programari més barats per a la gravació i l'edició d'àudio.
A l'octubre de 2003, Matt Schichter va llançar el seu xat setmanal The BackStage Pass. B.B. King, Third Eye Blind, Gavin DeGraw, The Beach Boys i Jason Mraz van ser notables la primera temporada. L'espectacle de ràdio d'una hora es va enregistrar en directe, transcodificat a 16 kbps d'àudio per a la transmissió en línia de marcatge en línia. Malgrat la manca d'un nom d'identificació comunament acceptat per al mitjà en el moment de la seva creació, el The Backstage Pass, conegut com a Matt Schichter entrevistes, es creu sovint com el primer pòdcast que es publicarà en línia.
L'agost de 2004, Adam Curry va llançar el seu programa Daily Source Code. Va ser un espectacle centrat en la cronologia de la seva vida quotidiana, publicant notícies i debats sobre el desenvolupament del podcasting, així com la promoció de podcasts nous i emergents. Curry ho va publicar en un intent de guanyar tracció en el desenvolupament del que es coneixeria com a podcasting i com a mitjà de provar el programari fora d'un entorn de laboratori. El nom del codi font del dia es va triar amb l'esperança que atrauria un públic amb interès en la tecnologia.
Daily Source Code va començar a nivell de producció a nivell local i va ser dirigit inicialment als desenvolupadors de podcasts. A mesura que el públic es va interessar pel format, aquests desenvolupadors es van inspirar a crear i produir els seus propis projectes i, en conseqüència, van millorar el codi utilitzat per crear podcasts. A mesura que més gent va aprendre la facilitat a l'hora de produir podcasts, una comunitat de podcasts pioners ràpidament va aparèixer.
El juny de 2005, Apple va llançar iTunes 4.9 que va afegir un suport formal als podcasts, negant així la necessitat d'utilitzar un programa independent per descarregar i transferir-los a un dispositiu mòbil. Tot i que això va permetre l'accés als podcasts més convenient i generalitzat, també va acabar amb eficàcia l'avanç de podcatchers per part de desenvolupadors independents. A més, Apple va cessar i desistir les comandes de molts desenvolupadors d'aplicacions de podcasts i proveïdors de serveis per utilitzar el terme "iPod" o "Pod" en els noms dels seus productes.
En un any, molts podcasts de xarxes de ràdio públiques com la BBC, CBC Radio One, NPR i Public Radio International van col·locar molts dels seus programes de ràdio a la plataforma iTunes. A més, les principals emissores de ràdio locals com WNYC a Nova York i la ràdio WHYY-FM de Filadèlfia, KCRW de Los Angeles van col·locar els seus programes a les seves pàgines web i més tard a la plataforma iTunes.
Al mateix temps, CNET, This Week in Tech, i més tard Bloomberg Radio, Financial Times i altres empreses amb ànim de lucre van proporcionar continguts de podcasts, alguns utilitzant podcasting com el seu únic sistema de distribució.

### Problemes d'IP en la marca i la legislació sobre patents

#### Aplicacions de marques registrades
Entre el 10 i el 25 de març del 2005, Shae Spencer Management, LLC de Fairport, Nova York, va presentar una sol·licitud de marca registrada per registrar el terme "pòdcast" per a un "programa de ràdio pregrau en línia a través d'Internet". El 9 de setembre de 2005, l'Oficina de Patents i Marques dels Estats Units (USPTO) va rebutjar l'aplicació, citant l'entrada del pòdcast de Viquipèdia com a descripció de la història del terme. La companyia va modificar la seva sol·licitud el març de 2006, però la USPTO va rebutjar l'esmena modificada que no era prou diferenciada de l'original. Al novembre de 2006, l'aplicació es va marcar com abandonada.
A partir del 20 de setembre de 2005, les marques conegudes que van intentar aprofitar el pòdcast incloïen: ePodcast, GodCast, GuidePod, MyPod, Pod-Casting, Podango, PodCabin, Podcast, Podcast Realty, Podcaster, PodcastPeople, Podgram PodKitchen, PodShop i Podvertiser.
Al febrer de 2007, hi va haver 24 intents de registrar marques comercials que contenien la paraula "PODCAST" als Estats Units, però només es va aprovar "PODCAST READY" de Podcast Ready, Inc.

#### Proteccions de marca comercial d'Apple
El 26 de setembre de 2004, es va informar que Apple Inc. havia començat a reprimir empreses que utilitzaven la cadena "POD", en noms de productes i empreses. Apple va enviar una carta de cessament i desistiment aquesta setmana a Podcast Ready, Inc., que comercialitza una aplicació coneguda com a "myPodder". Els advocats d'Apple van afirmar que el terme "pod" ha estat utilitzat pel públic per referir-se al reproductor de música d'Apple amb tanta extensió que es troba sota la portada de marca d'Apple. Aquesta activitat es va especular per formar part d'una campanya més gran per a Apple ampliar l'àmbit de la seva marca comercial existent a l'iPod, que incloïa marques comercials "IPOD", "IPODCAST" i "POD". El 16 de novembre de 2006, el Departament de Marques de Apple va declarar que "Apple no s'oposa a l'ús de tercers del terme genèric" pòdcast "per referir-se amb precisió als serveis de podcasting i que" Apple no autoritza el terme ". No obstant això, no es va fer cap afirmació sobre si Apple creia que tenien drets sobre ella o no.

#### Judicis personals d'àudio
Personal Audio, una companyia anomenada "patent troll" de la Electronic Frontier Foundation, va presentar una patent sobre podcasting el 2009 per a una reivindicació inventada en 1996. Al febrer de 2013, Personal Audio va començar a demandar podcasters d'alt perfil per drets d'autor, incloent The Adam Carolla Show i el pòdcast HowStuffWorks. El proclamat anteriorment "Llei SHIELD" del diputat nord-americà Peter DeFazio pretén frenar els trolls de patents.
A l'octubre de 2013, l'EFF va presentar una petició amb l'Oficina de Marques dels EUA per invalidar la patent d'àudio personal.
El 18 d'agost de 2014, Electronic Frontier Foundation va anunciar que Adam Carolla s'havia instal·lat amb Personal Audio.
El 10 d'abril de 2015, l'Oficina de Patents i Marques dels EUA va invalidar cinc disposicions de la patent de podcasts d'àudio personal.

## Aplicacions
En els seus inicis els podcasts eren utilitzats en els blogs, però avui dia hi ha pàgines webs com la de la BBC, la del grup mediàtic ESPN i en el nostre àmbit la de la CCMA que tenen podcasts disponibles per a ser escoltats o descarregats. Això implica un desenvolupament de diferents eines que permeten accedir als continguts des de qualsevol dispositiu electrónic: iPhone, iPod, Android, etc.
En general, els podcasts tenen nombrosos usos, especialment des del 2010 quan diversos programes de televisió faciliten la creació i distribució de podcasts a Internet. Alguns d'aquests usos són:
- Música: hi ha artistes amb un pòdcast propi on pugen les novetats del seus treballs o noticies.
- Divulgació científica: permet transmetre programes sobre el desenvolupament i la investigació científica.
- Congressos: possibilitat de transmetre les comunicacions, ponències i taules rodones als assistents.
- Educació: possibilitat d'estudiar en qualsevol moment i en qualsevol lloc, els alumnes reben les lliçons quan volen.
- Entrevistes: possibilitat de rebre les entrevistes completes al podcàsting d'un programa.
- Televisió i radio: la majoria dels programes de radio emeten tot el contingut en el seu canal de podcàsting, i cada vegada més, alguns programes de televisió emeten les parts més importants o influents en l'audiència.
- Visites guiades: possibilitat d'escoltar les guies de museus, ciutats o altres llocs.
- Conferències: es poden escoltar les ponències sense haver d'assistir.

## Diferències amb la ràdio a la carta i l'audioblog
Si bé el podcasting, entès com a sistema d'agrupació en línia d'arxius d'àudio, servix de base per a la crida de "ràdio a la carta"; i els "audioblogs", estos conceptes han de ser distingits.
La ràdio a la carta és el resultat d'un bolcat dels continguts radiofònics emesos en emissores convencionals, normalment fragmentats no pels temes tractats o els diferents programes sinó per trams horaris prefixats (cada mitja hora, d'hora en punt en hora en punt, etc.). A pesar que l'oient té a la seua disposició en Internet contingut radiofònic, com al podcasting, la ràdio a la carta no li permet seleccionar programes concrets o parts concretes de programes.
Un audioblog és una variant de weblog o bitàcola que consistix en una galeria de fitxers d'àudio en diferents formats, publicats regularment per un o més autors que solen incloure un text, normalment breu, de presentació. L'autor pot autoritzar altres usuaris a afegir comentaris o altres fitxers d'àudio dins de la mateixa galeria, de tal forma que permet que es complemente el contingut inicialment publicat.
En el que als audioblogs respecta, el format hipertextual dels blogs ha evolucionat fins al punt d'integrar elements multimèdia capaços de ser distribuïts en Internet i de ser consumits en qualsevol suport físic. Un audioblog es concep com un blog, les entrades del qual són arxius d'àudio, bé gravats pel seu creador o bé compartits per sindicació o un agregador, per a la qual cosa s'utilitza la tècnica del podcasting.

## Tipus de podcasts
Les variants de podcasts segons la seva reproducció poden ser d'àudio, vídeo, millorats o de screencasts.

### Podcasts d'àudio
Només àudio en format MP3 (també pot ser en AAC). Els podcasts d'àudio en MP3 són els més compatibles amb tots els equips i dispositius. Aquests podcasts inclouen arxius petits (generalment menys de 10MB) i són relativament fàcils de crear.

### Podcasts de vídeo
El pòdcast de vídeo també es coneix com a vodcast o vidcast. A diferència dels podcasts d'àudio, la seva creació és com la de qualsevol altre projecte de producció de vídeo i necessita més temps de producció i planificació. La mida d'aquests podcasts sol ser gran (generalment més de 100 MB cadascun) per la qual cosa, la seva descàrrega necessita una gran amplada de banda. El format dels podcasts de vídeo és: m4v o mp4, i poden ser creats i/o descarregats pels usuaris de Mac i Windows.

### Podcasts millorats
Aquests podcasts combinen els podcasts d'àudio amb imatges fixes que canvien al llarg de la reproducció i que es pot incloure enllaços en viu a pàgines webs i marcadors per saltar el capítol dins el pòdcast. El principal avantatge és que presenta el contingut visual i d'àudio amb una mida similar al pòdcast d'àudio, molt més petit que el pòdcast de vídeo.

### Podcasts de screencasts
Un screencast és un enregistrament digital de la pantalla de l'ordinador, que també es coneix com a captura de pantalla de vídeo amb narració d'àudio. Aquests podcasts són més sofisticats a l'hora d'editar, permeten canvis a la seqüència, moviments del ratolí i àudio.

## Principals servidors de podcàsting
Hi han molts servidors per a l'emmagatzematge d'àudio, alguns de pagament i altres gratuïts. Existeixen diferències entre els diferents servidors, com la mida d'emmagatzematge admès, serveis gratuïts o possibilitat d'escoltar l'àudio en directe. Els més coneguts i utilitzats són:

### SoundCloud
SoundCloud és una plataforma de distribució d'àudio en línia on els usuaris poden col·laborar, promocionar i distribuir els seus projectes musicals. SoundCloud és una xarxa social per a músics, punxa-discos i productors, on disposen de canals per a la distribució de la seva música. És un sistema semblant a My Song o Songpull, amb la diferència que a SoundCloud el que es pretén és mostrar la música ja acabada i enllestida per ser escoltada. SoundCloud analitza la cançó i la seva ona sonora, amb l'objectiu que qualsevol persona que l'estigui escoltant pugui deixar el seu comentari en un moment determinat de l'àudio.

### iVoox
Article principal: iVoox
Ivoox és un servidor d'emmagatzematge de podcasts on es pot escoltar, descarregar i compartir àudios en xarxes socials. Inclou una ampla varietat temàtica a la carta sense prèvia subscripció. Un gran avantatge és poder incloure "música comercial" en els àudios del servidor sota una llicència de programació tipus radiofònica en xarxes digitals.

### Spreaker
Article principal: Spreaker
Amb un funcionament semblant al d'Ivoox, este servidor oferix podcasts en reproducció contínua, els quals estàn organitzats per canals amb distints programes. Presenta una secció amb podcasts destacats, organitzats per temàtiques. Amb un simple clic de "m'agrada"; damunt un pò, l'usuari pot fer el seguiment d'este sense necessitat de subscriure a ell com passa amb altres servidors. També oferix l'opció de crear playlists per a organitzar tots els pòdcasts que siguen d'interés.

### Spotify
Article principal: Spotify
És un programari propietari suec de flux de dades de música. Gràcies a un model d'igual a igual permet escoltar de forma instantània sense temps de descàrrega. Es poden fer cerques de temes musicals per artista, àlbum o llistes de reproducció creades pels mateixos usuaris. El programa va ser llançat el 7 d'octubre de 2008 al mercat europeu, i el servei està disponible des de proveïdors de Suècia, Noruega, Finlàndia, Espanya, França i Regne Unit. L'empresa ha signat acords amb les discogràfiques Universal Music, Sony BMG, EMI Music, Hollywood Records i Warner Music, entre d'altres. Mercès a l'acord de patrocini que va establir amb el Futbol Club Barcelona, l'octubre del 2022 se'n va llançar la versió en català.

### 3Cat
Article principal: 3Cat
El portal públic de referencia en l'àmbit de podcast en català. És la fusió digital entre els diferents mitjans que formen part de la Corporació Catalana de Mitjans Audiovisuals (CCMA): Televisió de Catalunya (prenent el 3 de TV3) i Catalunya Ràdio, que passa a dir-se CatRàdio (Cat). Antigament es deia "Catalunya Ràdio a la Carta".

## Pòdcasts més famosos
Els pòdcasts més seguits actualment a Catalunya en català són El búnquer, presentat per en Peyu, Jair Domínguez i Neus Rossell; Crims, d'en Carles Porta; La Sotana, un programa d'esports amb humor amb l'Andreu Juanola i col·laboradors.
A nivell espanyol, els pòdcasts més seguits serien Nadie sabe nada, amb l'Andreu Buenafuente i en Berto Romero; The Wild Project, amb l'influencer Jordi Wild; i La Ruina, amb Tomàs Fuentes i Ignasi Taltavull, pòdcast que també es va fer en català a RTVECat.
I a nivell mundial, els pòdcasts més seguits serien l'Huberman Lab; el Crime Junkie; i Dateline NBC.